# برنامج سعة خاطر
أطلقت اللجنة المنظمة لاحتفالات اليوم الوطني لدولة قطر شبكة برامجية اتسمت بالتنوع خلال احتفالات عام 2020 شملت برنامج استوديو الدوحة وبرنامج سعة خاطر وبرنامج تحدي وإنجاز وبرنامج 360 وياك، وقدّمت هذه الشبكة البرامجية خلال الفترة الممتدة من 14 إلى 19 ديسمبر 2020.
برنامج سعة خاطر هو برنامج حواري يتسم بطابع تراثي شعبي تم تصوير حلقاته داخل قلعة الوجبة التاريخية واكتسى الاستوديو الخاص بالبرنامج بطابع بيت الشعر التقليدي، تم بث البرنامج عبر قناة دوحة 360 ومنصاتها الإعلامية المختلفة بالتعاون مع قناة الريان الفضائية، وهو أحد البرامج التي أطلقتها اللجنة المنظمة لاحتفالات اليوم الوطني بمناسبة اليوم الوطني للدولة 2020.
البرنامج من تقديم الإعلامي سالم بن ثامر وقد استضاف خلال حلقاته نخبة من الضيوف المميّزين المنوّعين من الشعراء والفنانين والممثلين والرياضيين، وتخللت حلقات البرنامج أغاني وطنيّة ولوحات فنيّة، كما استقبل البرنامج اتصالات الجمهور للمشاركة في عدّة فقرات متنوعة.
يرسّخ هذا البرنامج أصالة المجتمع القطري كمجتمع متفاعل، تسوده الروح الاجتماعيّة المترابطة التي تجمع كافّة مكوّنات المجتمع حول قضايا الوطن، وشواغل حياتهم الرامية إلى بنائه.